# Всколыхнулся, взволновался православный Тихий Дон
Всколыхнулся, взволновался православный Тихий Дон (Гимн Всевеликого войска Донского, Гимн донских казаков) — песня, написанная Ф. И. Анисимовым в 1853 году. Является символом донского казачества. Существует несколько вариантов текста песни. Один из вариантов, написанный в 1918 году Гиляревским, является официальным гимном Всевеликого Войска Донского, а три куплета этого варианта песни — гимном Ростовской области (c 1996).

## История гимна
Первоначальный вариант данной песни был создан Ф. И. Анисимовым в 1853 году, в связи с началом Крымской войны 1853—1856 гг.
По прошествии более чем полувека, 4 мая 1918 года на заседании Круга спасения Дона новосозданного национально-территориального образования Всевеликое войско Донское, где был избран атаман П. Н. Краснов и Основные законы Всевеликого Войска Донского. В итоге Войско приняло её своим гимном.
Уже 1 июня приказом войскового атамана за № 160 были утверждены новые слова донского гимна «Всколыхнулся Дон свободный…» (недоступная ссылка). Авторство текста приписывают самому атаману П. Н. Краснову. Однако 20 сентября 1918 года, на очередном заседании Большого Войскового Круга, был принят новый текст гимна Всевеликого войска Донского, написанный преподавателем Донской духовной семинарии Гиляревским. Тексты Гиляревского и Анисимова совпадали лишь в первом куплете гимна, в котором, однако, Дон откликался на призыв уже не монарха, а свободы. Тексты же других куплетов нового гимна, ставшего самостоятельным стихотворным произведением, никаких совпадений с текстами куплетов песни на слова Анисимова не имели. Песня была признана Национальным гимном Всевеликого Войска Донского.
В годы Великой Отечественной войны песня была гимном донских казачьих коллаборационистских частей, воевавших на стороне фашистской Германии против СССР. По данным фольклориста А. М. Листопадова, сама песня Анисимова была, в свою очередь, создана на изменённый мотив старой песни «Уж вы братцы, мои братцы, атаманы-молодцы». В самом СССР исполнение песни в любом из существовавших на то время вариантов, а равно и распространение текста гимна приравнивалось к «контрреволюционной антисоветской пропаганде» с соответствующим наказанием для исполнителей. Даже несмотря на это из советских тюремных застенков продолжало доноситься „Всколыхнулся, взволновался…“.
В 1996 году три куплета песни были приняты в качестве официального гимна Ростовской области.

## Текст гимна Ростовской области
Всколыхнулся, взволновался

Православный Тихий Дон.

И послушно отозвался

На призыв свободы он.

Зеленеет степь донская,

Золотятся волны нив.

И с простора, слух лаская,

Вольный слышится призыв.

Славься, Дон, и в наши годы

В память вольной старины,

В час невзгоды — честь свободы

Отстоят твои сыны.